# Exochus quadrimaculatus
Exochus quadrimaculatus là một loài tò vò trong họ Ichneumonidae.